# PC-Records
PC-Records ist ein deutschlandweit tätiges rechtsextremistisches gewerbliches Vertriebsunternehmen mit Ladengeschäft, Onlinehandel und Musiklabel aus Chemnitz. PC soll für Political Correctness, nein danke! stehen. Eine größere Anzahl der vom Musiklabel produzierten Veröffentlichungen wurden von der Bundesprüfstelle für jugendgefährdende Medien indiziert.

## Geschichte
Gegründet wurde PC-Records im Jahr 2000 von Hendrik Lasch als Musiklabel. Um 2004 übernahm der vormalige Angestellte Yves Rahmel die Geschäfte.
Seit 2003 unterhält PC-Records ein eigenes Ladengeschäft in Chemnitz. Zuvor war es einzig ein dem Chemnitzer Rechtsrock-Ladengeschäft Backstreet Noise angegliedertes Label für Rechtsrock. Von 2014 bis zu seinem tödlichen Autounfall im Januar 2025 wurde das Unternehmen von Steve Geburtig betrieben.
Der vormalige Betreiber Yves Rahmel wurde im November 2014 (inzwischen nur noch bei PC-Records angestellt) vom Amtsgericht Chemnitz aufgrund von Produktion und Vertrieb vier volksverhetzender CDs beim Label PC-Records in den Jahren 2009 und 2010 zu einer Gesamtgeldstrafe von 7200 Euro (120 Tagessätze zu 60 Euro) verurteilt. Darunter das Album Adolf Hitler lebt! der Band Gigi & Die Braunen Stadtmusikanten um den Sänger und Neonazi Daniel Giese, das das die Opfer der NSU-Mordserie verächtlich machende Lied Döner-Killer enthält. Bereits im Jahr 2012 wurde Rahmel aufgrund der Produktion einer von Kameradschaften herausgegebenen Schulhof-CD zu einer Geldstrafe von 6000 Euro verurteilt.

## Rezeption
In einem gemeinsamen Lagebild der Verfassungsschutzbehörden Brandenburg und Sachsen zu Entwicklungen im Rechtsextremismus wird PC-Records mit Stand August 2008 als „das mit Abstand aktivste Tonträger-Label der rechtsextremistischen Szene in Deutschland“ bezeichnet.
Gemäß Auswertung der Geschäftsunterlagen von PC-Records durch den sächsischen Verfassungsschutz stehen nur für den Versandbereich von PC-Records genaue Zahlen zum Umsatz zur Verfügung. Demnach wurden im Versandbereich in den Jahren 2008 und 2010 jeweils knapp 300.000 Euro und im Jahr 2009 rund 370.000 Euro Umsatz erzielt.
Laut Sächsischer Verfassungsschutzbericht 2017 verfügt PC-Records „über ein hohes Ansehen in der rechtsextremistischen Szene im In- und Ausland“. Der Umsatzerlös wird auf mehrere hunderttausend Euro jährlich geschätzt. Die Gewinne sollen den Geschäftsinhabern nicht nur das Bestreiten des Lebensunterhaltes ermöglichen, sondern auch die Finanzierung und Förderung von Aktivitäten der rechtsextremen Szene. Demnach war das Unternehmen auch im Jahr 2017 an der Organisation rechtsextremistischer Konzerte bzw. Veranstaltungen beteiligt. Laut diesem Verfassungsschutzbericht ist Steve Geburtig der Geschäftsinhaber des seit dem Jahr 2000 aktiven Vertriebsunternehmens.

## Produktionen
Mit Stand 2014 sind rund 200 Tonträger bei dem Label erschienen. Davon wurden über 50 wegen jugendgefährdender Inhalte, darunter antisemitischer Hasspropaganda, von der Bundesprüfstelle für jugendgefährdende Medien indiziert.
Das Label produziert und vertreibt u. a. Alben von Rechtsrockbands wie Die Lunikoff Verschwörung aus Deutschland sowie aus anderen Staaten wie von Brutal Attack aus Großbritannien, die zu den weltweit ältesten Bands des Rechtsrock-Genres zählt.